# Mildred Washington
Mildred Washington (16 de março de 1905 – 7 de setembro de 1933) foi uma atriz e dançarina afro-americana durante as décadas de 1920 e 1930.

## Educação e infância
Mildred Washington era a filha mais nova de Lillie e Millard Washington, a terceira de seus quatro filhos. Ela nasceu em Houston, mas em 1913 a família mudou-se para Los Angeles, onde Mildred frequentou a escola. Ela se formou na Los Angeles High School como oradora da turma. Ela frequentou a Universidade da Califórnia em Los Angeles, por dois anos e também a Universidade Columbia.
Documentos legais indicam que ela se casou por um breve período e deu à luz uma filha, Lillie June Youngae, em 1923. No ano seguinte, ela estreou nos palcos.

## Carreira
Antes de se tornar atriz, Washington apareceu e atuou em musicais. Mais tarde, ela trabalhou em casas noturnas e teatros da Califórnia. Washington foi a diretora de dança e atração principal do Sebastian's Cotton Club por muitos anos. Ela se apresentou no Apex, um clube negro em Los Angeles de propriedade de Curtis Mosby. Ela também se apresentou no Legion Club e Jazzland.
No filme Hearts in Dixie, de 1929, Washington foi uma dos atores principais, junto com Clarence Muse. Sua personagem se chamava Trailia. O filme foi uma das primeiras produções de grande estúdio a contar com um elenco predominantemente afro-americano. Musical, o filme celebra a música e a dança afro-americana. O filme foi dirigido por Paul Sloane, produzido por William Fox, e teve roteiro escrito por Walter Weems.
No filme Torch Singer, de 1933, Washington atuou como Carrie, que era a confidente e empregada doméstica da protagonista interpretada por Claudette Colbert.
Outros filmes com Washington incluem A Man of Sentiment (1933), The Shopworn Angel (1928), The Thoroughbred (1928) e In Old Kentucky (1927).

## Morte
Durante o terremoto de Long Beach em 1933, Washington desenvolveu apendicite, seguida de peritonite. Nessa época, ela trabalhava no Grauman's Chinese Theatre em Hollywood, Los Angeles. Washington morreu em 1933, aos 28 anos.